# Jasem Al-Huwaidi
Jasem Al-Huwaidi (en árabe: جاسم محمد ابراهيم الهويدي‎, Kuwait, Kuwait; 28 de octubre de 1972) es un exfutbolista kuwaití que jugaba en la posición de delantero.

## Carrera

### Club
| Periodo   | Club                    |
| --------- | ----------------------- |
| 1991–1998 | Al-Salmiya SC           |
| 1998–1999 | Al-Shabab Al Arabi Club |
| 1999–2000 | Al-Hilal FC             |
| 2000–2001 | Al-Salmiya SC           |
| 2001–2002 | Al-Rayyan SC            |
| 2002–2003 | Al-Salmiya SC           |

### Selección nacional
Jugó para Kuwait en 74 ocasiones entre 1994 y 2003 y anotó 63 goles, participó en los Juegos Olímpicos de Barcelona 1992, en dos ediciones de la Copa Asiática y ganó la medalla de plata en los Juegos Asiáticos de 1998.

## Logros

### Club
- Liga Premier de Kuwait:

1994–95, 1997–98
- Copa del Emir de Kuwait:

1991-92, 2000-01
- Copa de la Corona de Kuwait:

2000-01
- Copa del Príncipe de la Corona Saudí:

1999-2000
- Copa Federación de Arabia Saudita:

1999-2000
- Copa de los Fundadores: 1

1999-2000

### Individual
- Goleador de la Liga Premier de Kuwait en 1992 y 1996.
- Equipo Ideal de la Copa Asiática 1996.
- Goleador Mundial en 1998.[4]